# DRG E 94
Les DRG E 94 forment une série de locomotives électriques allemandes construites en 1940 et destinées au trafic des marchandises.
Elles dérivent des DRG E 93 d'allure similaire mais dont elles se distinguent par leur châssis visible en forme en ventre de poisson ajouré.

## Historique
Les DRG E94 ont été construites à 197 exemplaires pour une commande totale de 285 unités. 11 premières locomotives ont été commandées début 1938 et la première, produite par AEG, a été réceptionnée le 22 avril 1940.
Ces locomotives ont été conçues pour la traction de trains de marchandises lourds. Elles devraient permettre d'accroître la capacité de transport dans les rampes difficiles du Geislinger Steige, du Frankenwald, de l'Arlberg ou des Hohe Tauern. Avec leur 3 090 kW à 77 km/h, elles pouvaient tirer :
- 2000 t à 85 km/h sur le plat,
- 1600 t à 40 km/h sur une rampe à 10 pour mille,
- 1000 t à 50 km/h sur une rampe à 16 ‰,
- 600 t à 50 km/h sur une rampe à 25 ‰[2].

De type Co'Co', elles sont montées sur deux bogies de grande taille. La caisse est articulée, selon le principe des locomotives Crocodiles, en ce sens que les nez avant et arrière accompagnent le mouvement des bogies. On les présente souvent comme les crocodiles allemands.
Avec le déclenchement de la Seconde Guerre mondiale, elles ont été utilisées comme locomotive de guerre sous le type KEL 2 (E 94 001 à 136, E 94 145 et E 94 151 à 159).
Les locomotives E 94 010 et 015 ont été détruites par des bombardements, ainsi que les 083, 143 et 144, détruites avant leur livraison.
Au sortir de la guerre, il reste 140 locomotives sur les 145 construites. En mai 1945, les locomotives sont réparties comme suit,:
- 65 pour la zone Ouest,
- 1 à Berlin-Ouest,
- 17 ou 22 pour la zone Est,
- 13 ou 8 pour la Silésie,
- 44 pour l'Autriche.

Elles ne sont pas toutes en état de marche. La E 94 032 autrichienne était en réparation à Berlin au moment de la capitulation. Elle passe à la DB en 1948.
C'est ainsi que la plus grosse part est revenue à la DB avec 66 unités. La DR en a récupéré 30 et l'ÖBB 44.
De 1945 à 1953, 9 autres locomotives seront assemblées à partir de composants construits pendant la guerre.
De 1954 à 1956, 26 nouvelles locomotives seront construites, 23 pour la DB (E 94 262 à 285) et 3 pour l'ÖBB (1020-045 à 047).

### Série 1020 de l'ÖBB
En 1954, les E94 de l'ÖBB ont formé la série 1020 portée à 47 locomotives.

### Série 194 de la DB

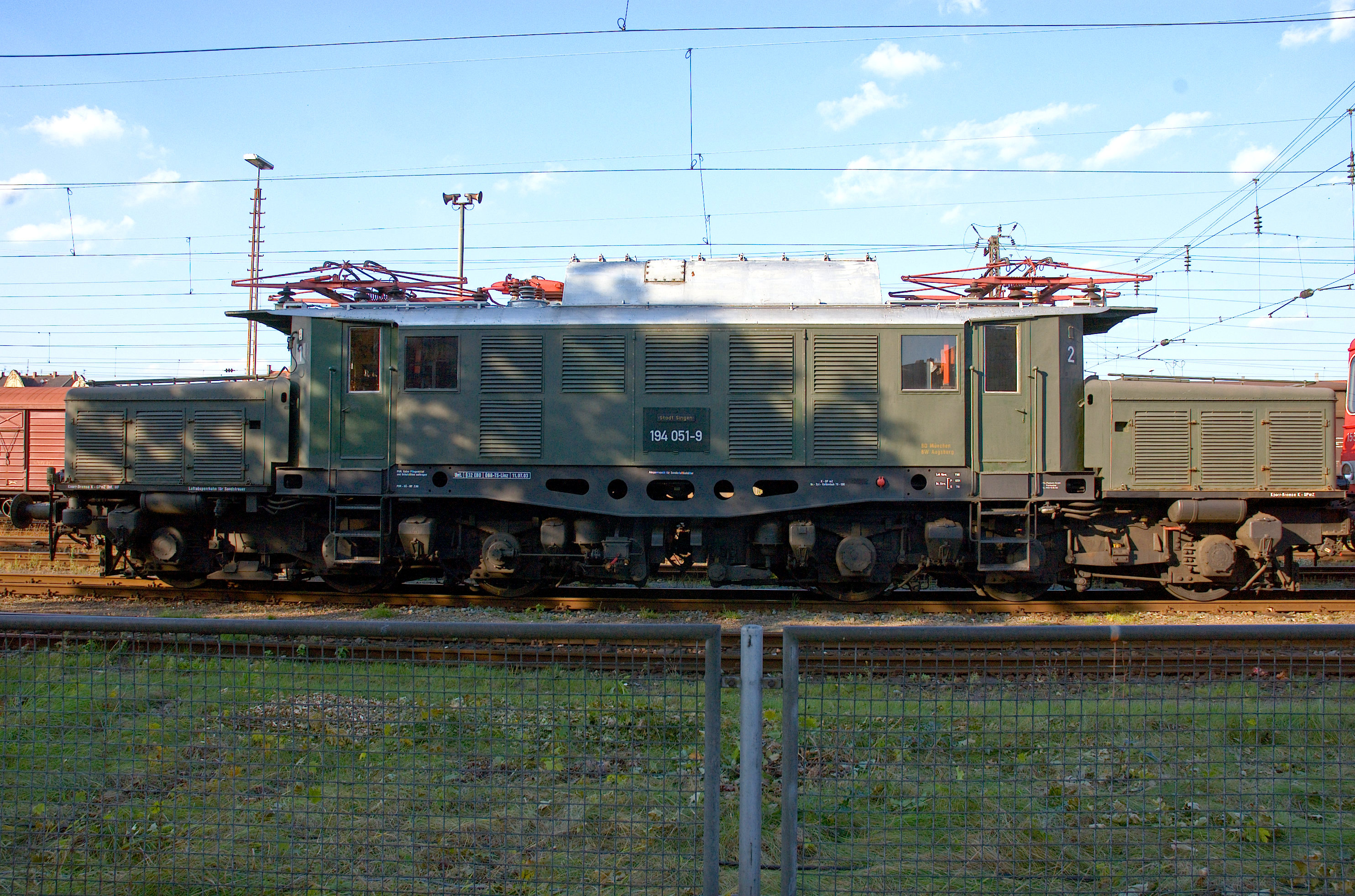
La DB 194 051 exposée en 2007.

Avec l'entrée en vigueur en 1968 de la numérotation UIC à la DB, la série E 94 a été rebaptisée 194.
En 1970, les locomotives E 94 141 & 142 et la série E 94 262 à 285 construite après-guerre ont été modernisées avec une puissance portée à 4680 kW. Elles formèrent la série 194.5 en prenant respectivement les numéros 194 541, 542 et 562 à 585.
Leur retrait du service s'est achevé en 1988.

### Série 254 de la DR
En 1970, les E 94 de la DR deviennent la série 254. On les surnomme « cochon de fer ».